# Lophuromys zena
Lophuromys zena és un rosegador del gènere Lophuromys que viu a les muntanyes d'Aberdare i el Mont Kenya, al sud de Kenya. Aquesta espècie pertany al subgènere Lophuromys i està relacionada amb L. aquilus, tot i que abans L. zena era classificada com a L. flavopunctatus. L. zena presenta prou diferències morfomètriques respecte a les poblacions de L. aquilus de les planes del voltant per ser classificada com a espècie a part, però hi ha la possibilitat que sigui la mateixa espècie que L. eisentrauti, L. dieterleni i L. chrysopus d'altres zones de muntanya africanes.